# Megárchis
Megárchis är en ort i Grekland.   Den ligger i prefekturen Trikala och regionen Thessalien, i den centrala delen av landet, 250 km nordväst om huvudstaden Aten. Megárchis ligger 152 meter över havet och antalet invånare är 912.
Terrängen runt Megárchis är varierad. Runt Megárchis är det ganska tätbefolkat, med 75 invånare per kvadratkilometer. Närmaste större samhälle är Trikala, 12,4 km sydost om Megárchis. Trakten runt Megárchis består till största delen av jordbruksmark.